# نوروفیبروماتوز نوع ۱

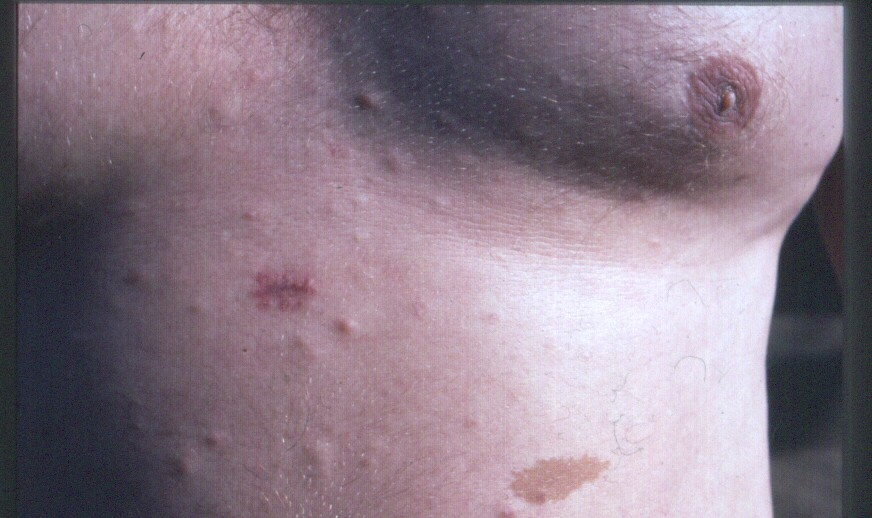
ندولهای پوستی و لکه‌های شیر قهوه از مشخصات بیماری نروفیبروماتوز است

سندروم فون رکلینگهاوزن (به آلمانی: von Recklinghausen) یا نوروفیبروماتوز (به انگلیسی: Neurofibromatosis) یک اختلال ژنتیکی ارثی است. نوروفیبروماتوسیس به دو نوع وجود دارد: نوع ۱ و نوع ۲. نوروفیبروماتوز نوع ۱ که شایعتر نیز است یک بیماری جلدی عصبی است.

## بیماریزایی
نوروفیبروماتوز نوع یک در اثر جهش در ژن تولیدکننده نوروفیبرومین (مهارکننده محصولات پروتوانکوژن‌های Ras) می‌باشد که سبب ایجاد تومور می‌شود. ژن عامل بیماری اتوزومال (کروموزوم۱۷) و غالب با نفوذ صددرصد است. این بیماری معمولاً خود را تا سن ده سالگی کودک نشان می‌دهد. شیوع آن از هر ۴۰۰۰ هزار انسان یک نفر می‌باشد البته با شدتهای مختلف از تقریباً بی علامت که فقط لکه پوستی دارند تا بیماری شدید. این بیماری به دنبال تحقیقات فریدریک دنیل هاوزن (Friedrich Daniel von Recklinghausen) پاتولوژیست آلمانی به این نام خوانده شد. دجنره شدن شدید استخوان‌ها نشانه بارز این بیماری است که به علت ترشح بیش از حد هورمون پاراتیروئیدی است.

## تظاهرات بالینی
خصوصیات اصلی نوروفیبروماتوز نوع یک وجود لکه‌های شیرقهوه‌ای (Café au lait spots) و کک و مک در زیر بغل و اینگوینال و هامارتوم قرنیه و نوروفیبروم‌های متعدد پوستی (تومورهای خوش‌خیم با منشأ عصبی در زیر پوست) و کاهش سطح هوشی بیماران می‌باشد.
در بیماری فون رکلینگ هاوزن تومورهایی به نام نوروفیبروما در زیر پوست و در مسیر اعصاب محیطی به وجود می‌آید. در این بیماران نازکی یا رشد بیش از اندازه استخوان‌ها و اسکولیوز دیده می‌شود. علائم تشخیصی در نوروفیبروماتوز نوع ۱ شامل: *لکه‌های شیر قهوه * نوروفیبروم *کک و مک *گلیوم عصب اپتیک *ندول لیش *ضایعه استخوانی *داشتن رابطهٔ خویشاوندی درجه یک بابیمار مبتلا به نوروفیبروماتوز

## درمان
درمانی قطعی‌ای برای بیماری NF-1 وجود ندارد ولی در صورت لزوم (بخصوص به دلایل زیبایی یا فشار بر نواحی حساس) جراحی و برداشتن برخی غده‌ها در بعضی افراد می‌تواند مؤثر باشد اما ضایعات ممکن است عود بکنند. لیزر هم در مورد تومورهای کوچک پوستی در این بیماری قابل استفاده است.